# Senegal en los Juegos Olímpicos de Seúl 1988
Senegal estuvo representado en los Juegos Olímpicos de Seúl 1988 por un total de 23 deportistas, 22 hombres y una mujer, que compitieron en 4 deportes.
El portador de la bandera en la ceremonia de apertura fue el atleta Amadou Dia Ba.

## Medallistas
El equipo olímpico senegalés obtuvo las siguientes medallas:
| Nombre        | Deporte   | Competición    |
| ------------- | --------- | -------------- |
| Oro           |           |                |
| —             |           |                |
| Plata         |           |                |
| Amadou Dia Ba | Atletismo | 400 m vallas M |
| Bronce        |           |                |
| —             |           |                |